# جو كلارك (سياسي)
جو كلارك (بالإنجليزية: Joe Clark)‏ هو خياط وسياسي أسترالي، ولد في 29 يوليو 1897 في أستراليا، وتوفي في 9 ديسمبر 1992. حزبياً، نشط في Lang Labor ‏ وحزب العمال الأسترالي. وقد انتخب عضو مجلس النواب الأسترالي عن دائرة Division of Darling ‏ (15 سبتمبر 1934 – 29 سبتمبر 1969).